# Musée naval de Québec
 (février 2023).
Si vous disposez d'ouvrages ou d'articles de référence ou si vous connaissez des sites web de qualité traitant du thème abordé ici, merci de compléter l'article en donnant les références utiles à sa vérifiabilité et en les liant à la section « Notes et références ».
Le Musée naval de Québec ou Musée naval Stanislas-Déry est un musée de Québec ayant pour mission de « conserver et communiquer l’histoire navale du Saint-Laurent et de la Réserve navale du Canada pour des fins de recherche, d’éducation et de conscientisation ». Il est situé au Vieux-Port, au 170, rue Dalhousie.

## Historique
Seul en son genre dans la région de Québec, le Musée naval de Québec – Musée Stanislas Déry est l’un des 73 musées officiels des Forces armées canadiennes. Il ouvre officiellement ses portes le 20 mai 1995, dans la foulée de l’installation du Complexe naval de la Pointe-à-Carcy au Vieux Port de Québec. De quelques artefacts, la collection du musée en compte maintenant plusieurs milliers à Québec et des dizaines de milliers d’autres ailleurs au Canada dans les 24 unités de la Réserve navale entre Terre-Neuve et la Colombie-Britannique.
Parti de zéro, le musée est maintenant une référence nationale en matière de recherche en histoire navale et il fait aussi office de pionnier en matière de muséologie militaire en développant une approche inédite et révolutionnaire dans son domaine: la théorie des impacts. Une approche qui soutient que les musées militaires doivent être des acteurs engagés dans la société en conscientisant la population aux impacts des guerres et à l’importance des valeurs de paix. Le musée s’est donc doté d’une mission audacieuse et avant-gardiste, endossée par la Réserve navale du Canada au sein de la Marine et des Forces canadiennes.
« La mission du Musée naval de Québec est d’acquérir et de collectionner les témoins matériels et immatériels de la Réserve navale du Canada et de l’histoire navale du Saint-Laurent; de conserver et de présenter ces témoins à l’humanité pour des fins de recherche, d’éducation et de délectation; et, par le biais de ses recherches historiques, de servir la société en la conscientisant aux impacts des guerres et aux valeurs de paix. »
Le 15 juin 2023, le musée inaugure une fresque de 200 m de long sur sa façade par l'artiste québécois Paul Abraham. L’œuvre est constituée de 28 panneaux de toile imprimée fixés sur les murs et fenêtres du bâtiment, comme les voiles d’un navire.

## Projets et expositions
En 2023, la Réserve navale du Canada célèbre son 100e anniversaire. Pour l’occasion, de grandes festivités sont organisées à travers tout le pays. Le Musée naval se joindra aux célébrations avec une programmation spéciale soulignant la contribution exceptionnelle de la Réserve navale à l’histoire canadienne. ».

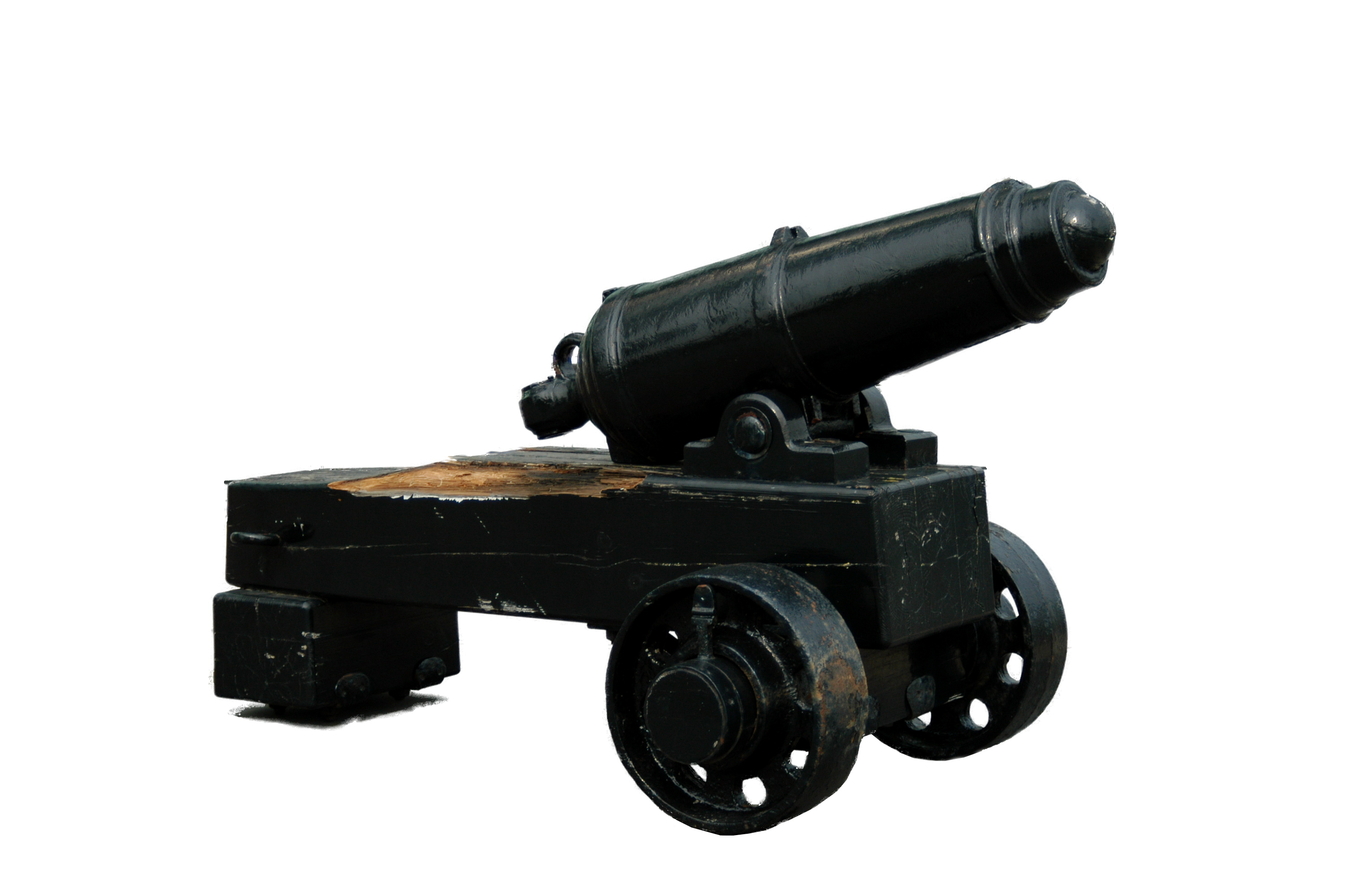
Caronade anglaise (1805).

Au fil des ans, par ses recherches et ses partenariats, le musée avait principalement réalisé ses actions de diffusion en collaboration avec d’autres institutions. Il s’était ainsi doté d’une solide réputation en matière d’histoire navale par l’obtention de plusieurs distinctions dont, en 2004 avec le Musée de la Gaspésie, du prix d’excellence de l’association des musées canadiens pour l’exposition itinérante Impacts 1942-1944; la bataille du Saint-Laurent et, en 2007 du prix multimédia et audiovisuel Télé-Québec, avec le Musée maritime du Québec, pour l’exposition virtuelle Pirates ou corsaires, à l’abordage sur le Saint-Laurent. Au cours de l’année 2008, le musée a aussi réalisé l’exposition Le Réfectoire dans ses murs (la première exposition au Canada alliant art contemporain et histoire navale) en plus de collaborer avec la Garde côtière canadienne (exposition Passages), le Port de Québec au Bassin Brown (exposition Bleu de mer, Blanc d’ivoire), les musées militaires de Québec (exposition Par l’eau et dans la pierre) et avec Croisières AML (exposition Panoramas militaires).

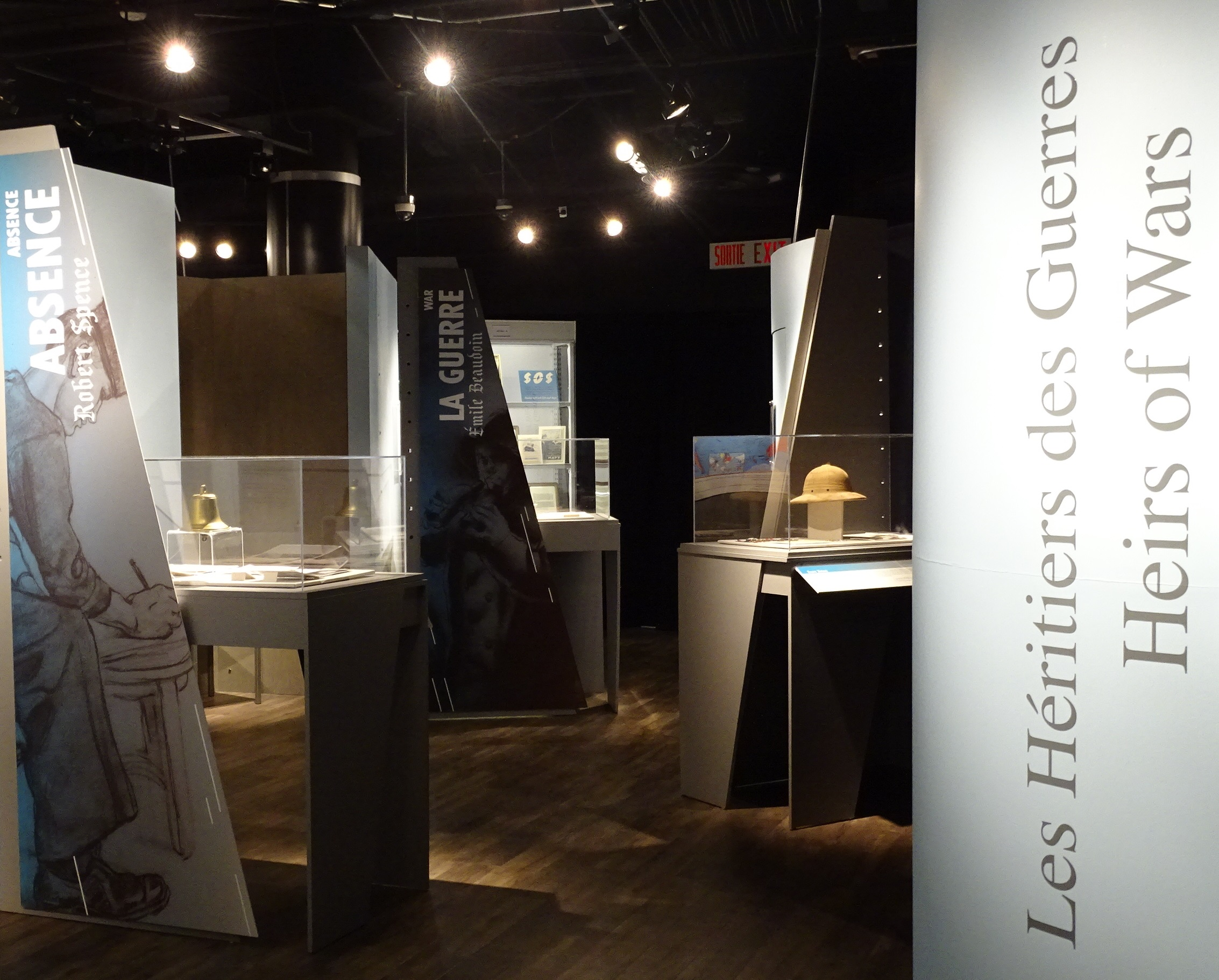
Vue de l'exposition Héritiers des guerres © Musée naval de Québec.

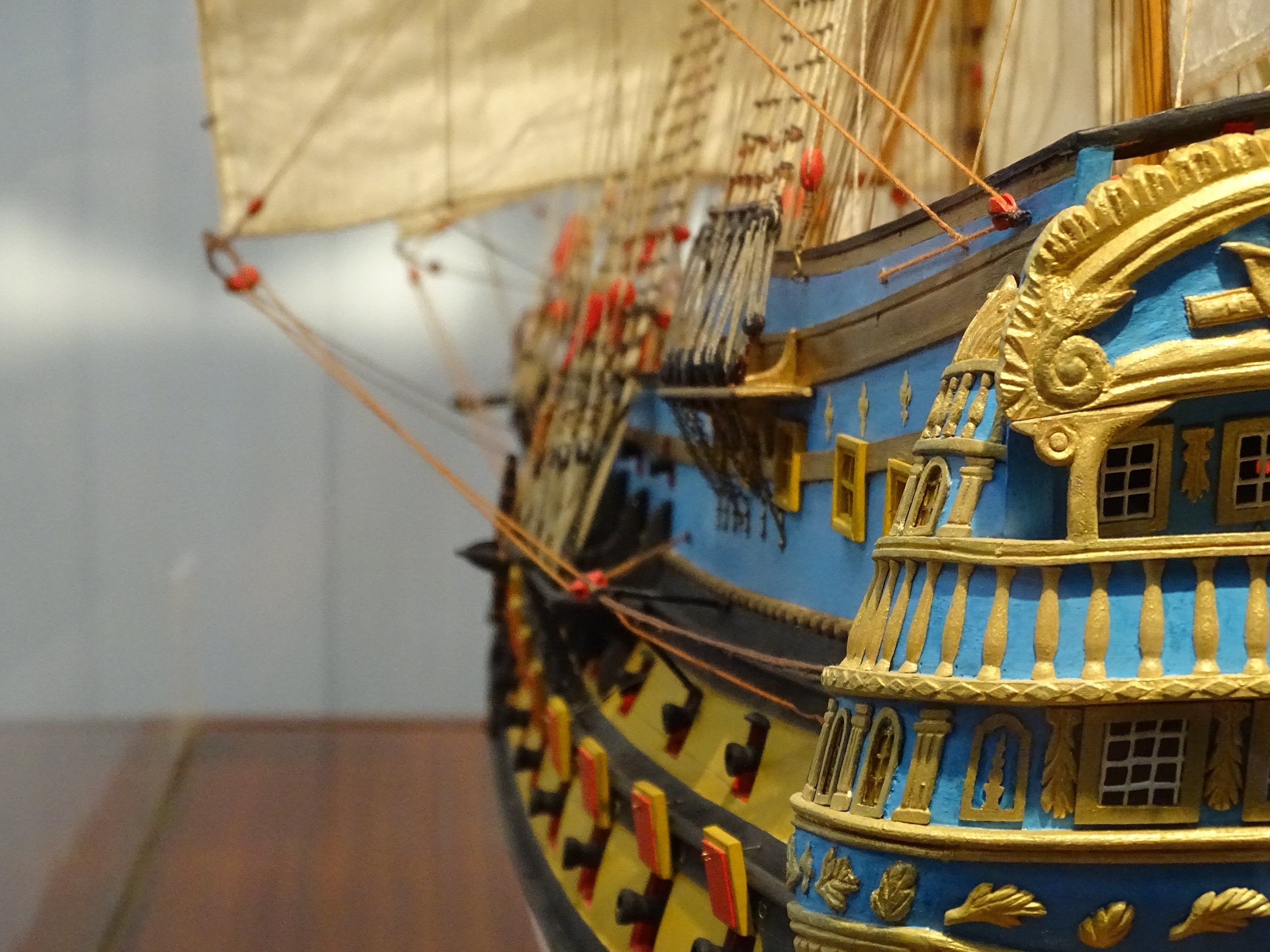
Maquette du Protecteur, 2000. Fabricant : Hubert Lavoie, Collection Jeanne Lavoie, © Musée naval de Québec.

En 2008 toujours, le musée fut aussi un partenaire proche du premier Rendez-vous naval de Québec. Chaque fois, le musée fournissait ses compétences mais demeurait en retrait du point de vue de la visibilité. En 2010, année du centenaire de la Marine canadienne, le musée a considéré qu’il était opportun de se dévoiler à la population et de proposer une nouvelle exposition permanente qui permettrait de renouveler la pratique en muséologie militaire tout en présentant, pour la première fois, une rétrospective complète de l’histoire navale du Saint-Laurent. Associée à la réalisation de son exposition permanente, le musée a aussi créé une exposition itinérante pancanadienne retraçant les 100 ans de la Marine. Enfin, et ce n’est pas le moindre, afin de se doter d’une nouvelle visibilité, le musée fut le présentateur officiel de la seconde édition du Rendez-vous naval de Québec, tenu du 3 au 6 juin 2010, et qui a attiré près de 100 000 visiteurs. La conjonction de sa volonté de visibilité, de l’anniversaire de la Marine et de la seconde édition du Rendez-vous naval de Québec fut ainsi le déclencheur de ses réalisations dignes de mention.

## Exposition permanente
L'exposition Héritiers des Guerres présente l'expérience de la guerre par le regard des familles et des amis des anciens combattants. Elle donne la parole aux descendants et aux proches des marins qui ont vécu la Seconde Guerre mondiale.

## Ancienne Exposition permanente
L'ancienne exposition permanente Méandres, mémoires du Saint-Laurent en guerre retraçait l'histoire du fleuve Saint-Laurent depuis les établissements autochtones jusqu'à la Deuxième Guerre mondiale.